# Палата № 6 (фильм, 1987)
«Палата № 6» (пол. Sala nr 6) — польский телефильм 1987 года режиссёра Кшиштофа Грубера, по одноимённой повести А. П. Чехова.

## Сюжет
Экранизация повести «Палата № 6» А. П. Чехова, но действие фильма перенесено в Польшу и происходит в начале XX века.
Главный герой — старый доктор Анджей Блёх, директор местной психиатрической больницы. Уже давно на его место метит молодой коллега. Старый Блёх — одиночка, человек редкой полный доброты, отзывчивый на страдания других людей и относящийся к своим подопечным как к полноценным личностям. Он никуда не ходит, с презрением относится к посещению местных «салонов». Характер доктора не добавляет ему доброжелателей, он становится жертвой интриг, теряет должность и сам оказывается в своей психиатрической больнице пациентом и умирает.

## В ролях
В главных ролях:
- Ежи Биньчицкий — Анджей Блёх, доктор
- Хенрик Биста — пан Ежи, друг Анджея
- Адам Ференцы — Хоботовский, доктор
- Гжегож Вархол — Балус, сторож
- Эдвард Жентара — Виктор Орский
- Марек Баргеловский — Малецкий, доктор

В эпизодах:
- Ядвига Курылюк — хозяйка Орского
- Густав Люткевич — староста
- Цезарий Моравский — ксёндз
- Анджей Зелиньский — скандалист в клубе
- Рышард Яблоньский — мужчина в клубе
- Анна Хитро — проститутка
- Влодзимеж Накваский — член комиссии
- Кароль Диллениус — член комиссии
- Павел Унруг — член комиссии
- Чеслав Мрочек — пациент
- Гжегож Павловский — пациент
- Юлиуш Кшиштоф Варунек — пациент
- Кшиштоф Залеский — пациент

## Фестивали и награды
- 1987 — Фестиваль польских художественных фильмов в Гдыне — приз «Серебряные львы» за режиссуру Кшиштофу Груберу.
- 1988 — приз «Золотой экран» журнала «Ekran» в категории «За актёрское мастерство» актёру Ежи Биньчицкий.